# Vladimír Ptáček
Vladimír Ptáček (Praga, 7 novembre 1954 – 13 agosto 2019) è stato un cestista cecoslovacco.

## Carriera
Con la Cecoslovacchia ha disputato i Giochi olimpici di Montréal 1976, due edizioni dei Campionati mondiali (1978, 1982) e due dei Campionati europei (1977, 1983).

## Palmarès
- Campionato cecoslovacco: 3

Slavia VŠ Praga: 1973-74, 1980-81, 1981-82